# Trirhabda

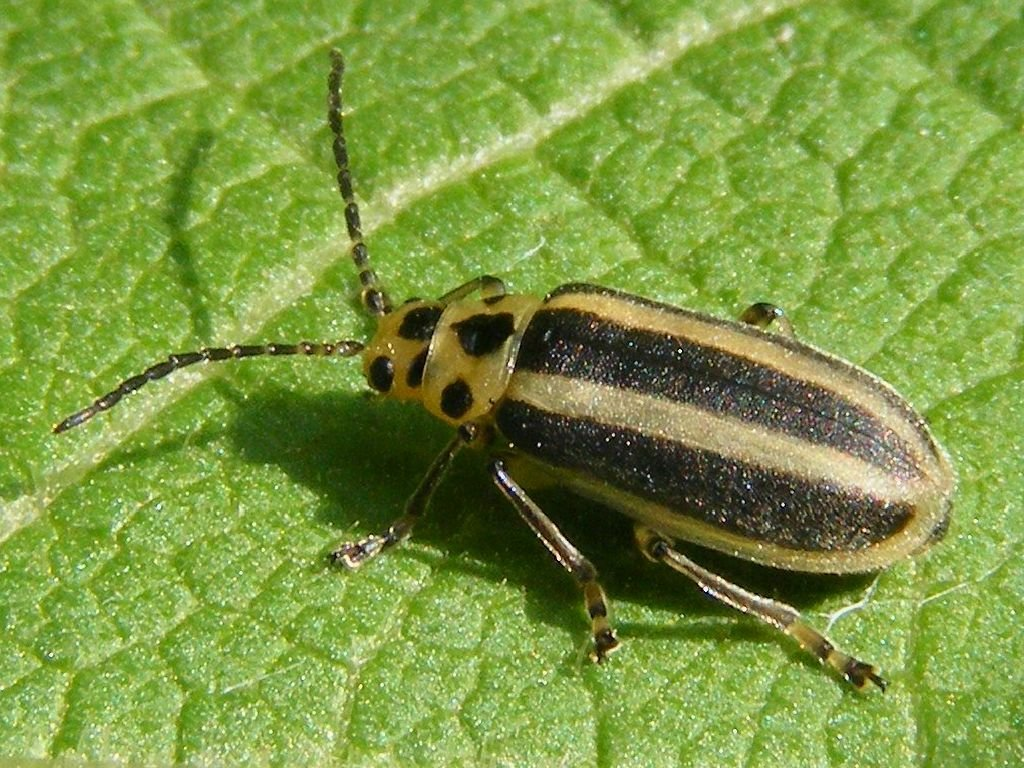
Trirhabda virgata

Trirhabda es un género de escarabajos de la familia Chrysomelidae. El género fue descrito científicamente por LeConte en 1865. El nombre se refiere a las tres franjas en los élitros de muchas especies. El adult mide 5-12 mm; la larva 5-10 mm.
Las larvas y adultos se alimentan de plantas de las familias Asteraceae e Hydrophyllaceae. Tiene una generación anual. Su distribución original es Norteamérica (so. Canadá a América Central); ha sido introducida en otras regiones (por ejemplo, Australia)
Lista de especies
- Trirhabda adela (Blake, 1931)
- Trirhabda aenea Jacoby, 1886
- Trirhabda attenuata (Say, 1824)
- Trirhabda bacharidis (Weber, 1801)
- Trirhabda borealis (Blake, 1931)
- Trirhabda caduca (Horn, 1893)
- Trirhabda canadensis (Kirby, 1837)
- Trirhabda confusa (Blake, 1931)
- Trirhabda convergens (LeConte, 1865)
- Trirhabda diducta (Horn, 1893)
- Trirhabda dilatipennis Jacoby, 1886
- Trirhabda eriodictyonis (Fall, 1907)
- Trirhabda flavolimbata (Mannerheim, 1843)
- Trirhabda geminata (Horn, 1893)
- Trirhabda gurneyi (Blake, 1951)
- Trirhabda labrata (Fall, 1907)
- Trirhabda lewisii (Crotch, 1873)
- Trirhabda luteocincta (LeConte, 1858)
- Trirhabda majuscula (Wickham, 1914)
- Trirhabda megacephala (Wickham, 1914)
- Trirhabda neoscotiae (Blake, 1931)
- Trirhabda nigriventris (Blake, 1951)
- Trirhabda nitidicollis (LeConte, 1865)
- Trirhabda obscurovittata Jacoby, 1886
- Trirhabda pilosa (Blake, 1931)
- Trirhabda pubicollis (Blake, 1951)
- Trirhabda rugosa Jacoby, 1892
- Trirhabda schwarzi (Blake, 1951)
- Trirhabda sepulta (Wickham, 1914)
- Trirhabda sericotrachyla (Blake, 1931)
- Trirhabda sublaevicollis Jacoby, 1892
- Trirhabda tomentosa (Gmelin, 1790)
- Trirhabda tomentosa (Linnaeus, 1767)
- Trirhabda trifasciata Jacoby, 1886
- Trirhabda variabilis Jacoby, 1886
- Trirhabda vicina Jacoby, 1892
- Trirhabda virgata (LeConte, 1865)
- Trirhabda viridicyanea (Blake, 1931)